# Peter Turay
Peter Turay (* 29. listopadu 1972) je slovenský hudebník, producent, skladatel, zvukař, tvůrce elektronické, filmové a scénické hudby. Jeho otec je vědec PhDr. Peter Turay . Podílel se na významných hudebních albech slovenské scény, zejména vydavatelstva Azyl, ve svém vlastním studiu Soundlab v Bratislavě.

## Spolupráce
Spolupracoval se řadou umělců: Ali ibn Rachid, Toni Granko, Marek Piaček, Redbrix, Rust2Dust, L.U.Z.A., hip-hopový výběr Engerau. Požoň Sentimental, Lucas Perny, Double Affair, Breakbeast, RCH, Coolhunter, Home Made Mutant (Marcel Buntaj, Maroš Hečko, Martin Gašpar), Godox – Hrdina, Fragile
.

## Spolupráce sFragile

### Live sound engineering
- 2015: Fragile Queen Symphony, legendy Queen v podaní Fragile a symfonického orchestra; 17.7.2015 AEGON aréna [22]

### Mastering:
- 2013: Hlasy (Richard Müller & Fragile) – CD  – Universal Music
- 2015: Fragile Queen Symphony – CD, Viva Musica! Records (Live záznam z koncertu v rámci Viva Musica! festivalu)
- 2015: Fragile Queen Symphony 2 – CD, Viva Musica! Records (Live záznam z koncertu v rámci Viva Musica! festivalu)

## Sólová tvorba
I když Petr Turay spolupracoval se řadou umělců, sám zatím nevydal oficiální album se svou tvorbou. Zveřejnil pouze několik skladeb na internetu.

### Neoficiální nahrávky
- Peter Turay: "Nervo Remix[nedostupný zdroj]"
- Peter Turay: "5Trax"

### Filmová hudba
- Tango s komármi soundtrack[23][24]